# 京都市立京都工学院高等学校
京都市立京都工学院高等学校（きょうとしりつきょうとこうがくいんこうとうがっこう）は、京都市伏見区深草西出山町に所在する京都市立の工業高等学校。

## 概要
2016年4月、京都市立洛陽工業高等学校と京都市立伏見工業高等学校の全日制との統合により、立命館中学校・高等学校が移転した跡地に開校した。両校は、少子化や工業高校の人気低迷による生徒数の減少、あるいは校舎の老朽化などの問題を抱えていたため、統合が決定した。
校名の一般公募では、725件の応募があり、「伏見工業」が最多だった。
制服は、佐藤ざくりによる少女漫画、『たいへんよくできました。』に登場する主人公と同じデザインのものを採用している。

## 設置学科
- プロジェクト工学科（工業科）
  - ものづくり分野系統
    - メカトロニクス領域
      - 機械加工専攻
      - ロボット専攻

    - エレクトロニクス領域
      - 電気専攻
      - 電子情報専攻

  - まちづくり分野系統
    - 都市デザイン領域
    - 建築デザイン領域
- フロンティア理数科(進学型専門学科)

## 沿革
- 2013年（平成25年）4月 - 「京都市立工業高校の再編に関する基本方針」が策定。
- 2013年末 - 校地を、立命館中学校・高等学校が移転した後の跡地を利用することが、教育委員会により決定される。
- 2014年4月 - 「新工業高校開設準備室」を設置。
- 2015年4月3日 - 校名を京都市立京都工学院高等学校として、京都市教育委員会教育長に提出。
- 2015年9月1日 - 開学準備のため、正式に京都市立京都工学院高等学校を設置。学校長が着任。
- 2016年（平成28年）4月8日 - 開学式・第1期生入学式を挙行。
- 2017年（平成29年）4月 - 洛陽工・伏見工双方の新3年生が当校校地に移動（3月末で洛陽工の校地は閉鎖、伏見工は定時制専門の学校となった）。
- 2018年（平成30年）4月 - 全学年が揃い完成年度となる
- 2022年（令和4年）2月23日 - 当校ラグビー部が、第73回近畿高等学校ラグビーフットボール大会（天理親里ラグビー場）において、大阪桐蔭高等学校を同点抽選で下し、京都工学院としては初、伏見工時代から数えても、2015年以来7年ぶりとなる第23回全国高等学校選抜ラグビーフットボール大会に出場する。

## 交通アクセス
- 京都市営バス南６系統「坊町」下車徒歩15分
- 京阪本線「龍谷大前深草駅」下車　徒歩13分
- JR奈良線「稲荷駅」下車　徒歩15分

## 著名な出身者
- 井上陽公(ラグビー選手)
- 森脇光(ラグビー選手)